# Ghost Reveries
Ghost Reveries er det svenske progressive metalband Opeths ottende studiealbum. Det blev indspillet i Fascination Street Studios i Örebro i perioden 15. marts til 1. juni 2005. Det er det første Opethalbum med Per Wiberg som fast medlem. Pladen er et konceptalbum. Sangen Isolation Years passer dog ikke ind i historien, men Mikael Åkerfeldt valgte alligevel at tage den med.

## Spor
Alt tekst skrevet af Mikael Åkerfeldt, alt musik komponeret af Opeth, medmindre andet er angivet.
| 1. | "Ghost of Perdition"       | 10:29 |
| 2. | "The Baying of the Hounds" | 10:41 |
| 3. | "Beneath the Mire"         | 7:57  |
| 4. | "Atonement"                | 6:28  |
| 5. | "Reverie/Harlequin Forest" | 11:41 |
| 6. | "Hours of Wealth"          | 5:20  |
| 7. | "The Grand Conjuration"    | 10:21 |
| 8. | "Isolation Years"          | 3:51  |

| 9. | "Soldier of Fortune" | Ritchie Blackmore, David Coverdale | 3:15 |